# Rivetina similis
Rivetina similis är en bönsyrseart som beskrevs av Aare Lindt 1980. Rivetina similis ingår i släktet Rivetina och familjen Mantidae. Inga underarter finns listade i Catalogue of Life.